# Kirgizië op de Olympische Zomerspelen 2016
Kirgizië nam deel aan de Olympische Zomerspelen 2016 in Rio de Janeiro, Brazilië. 19 atleten behoorden tot de selectie, actief in zes verschillende sporten. Bokser Erkin Adylbek Uulu droeg de Kirgizische vlag tijdens de openingsceremonie; worstelaar Tynybekova deed dat bij de sluitingsceremonie.
Gewichtheffer Izzat Artykov won een bronzen medaille bij de klasse tot 69 kilogram, maar werd de medaille ontnomen nadat hij werd betrapt op het gebruik van verboden middelen.

## Deelnemers en resultaten
(m) = mannen, (v) = vrouwen 

### Atletiek
| Olympiër            | Discipline   | Resultaat | Prestatie |
| ------------------- | ------------ | --------- | --------- |
| Ilya Tiapkin        | marathon (m) | 86e       | 2:23.19   |
|                     |              |           |           |
| Darya Maslova       | 10000 m (v)  | 19e       | 31.36,90  |
| Iuliia Andreeva     | marathon (v) | 59e       | 2:40.34   |
| Mariya Korobitskaya | marathon (v) | 94e       | 2:47.53   |
| Viktoriia Poliudina | marathon (v) | 62e       | 2:41.37   |

### Boksen
| Olympiër              | Discipline | Resultaat | Prestatie                           |
| --------------------- | ---------- | --------- | ----------------------------------- |
| Erkin Adylbek Uulu VO | –81kg (m)  | 17e       | 1ste ronde: V van COL Carrillo: 0–3 |

### Gewichtheffen
| Olympiër      | Discipline | Resultaat | Prestatie                                                  |
| ------------- | ---------- | --------- | ---------------------------------------------------------- |
| Izzat Artykov | –69kg (m)  | DSQ       | DSQ                                                        |
|               |            |           |                                                            |
| Zhanyl Okoeva | –48kg (v)  | 10e       | trekken: 11de met 72kg stoten: 8ste met 97kg totaal: 169kg |

### Judo
| Olympiër           | Discipline | Resultaat | Prestatie |
| ------------------ | ---------- | --------- | --- |
| Otar Bestaev       | –60kg (m)  | 9e        | 1ste ronde: vrij 2de ronde: W van EGY Abelrahman: ippon 3de ronde: V van AZE Safarov: ippon                                                                              |
| Iurii Krakovetskii | +100kg (m) | 7e        | 1ste ronde: vrij 2de ronde: W van GER Breitbarth: ippon 3de ronde: W van UKR Chammo: ippon kwartfinale: V van UZB Tangriev: ippon herkansingen: V van CUB Mendoza: ippon |

### Worstelen
| Olympiër              | Discipline  | Resultaat   | Prestatie |
| Vrije stijl           | Vrije stijl | Vrije stijl | Vrije stijl |
| --------------------- | ----------- | ----------- | --- |
| Magomed Musaev        | –97kg (m)   | 9e          | kwalificatie: vrij 1ste ronde: W van MGL Dordzjchand: 9–0 kwartfinale: V van UKR Andriitsev: 2–5                                                                 |
| Aiaal Lazarev         | –125kg (m)  | 15e         | kwalificatie: vrij 1ste ronde: V van POL Baran: 1–5 |
|                       |             |             | |
| Aisuluu Tynybekova VS | –58kg (v)   | 5e          | kwalificatie: vrij 1ste ronde: W van BRA Silva: 11–8 kwartfinale: W van FIN Olli: 14–7 halve finale: V van RUS Koblova: 1–4 bronzen finale: V van IND Malik: 5–8 |
| Grieks-Romeins        |             |             | |
| Arsen Eraliev         | –59kg (m)   | 5e          | kwalificatie: vrij 1ste ronde: V van CUB Borrero: 3–6 herkansingen: W van CHN Wang: 4–2 bronzen finale: V van UZB Tasmoeradov: 8–13                              |
| Ruslan Tsarev         | –66kg (m)   | 17e         | kwalificatie: vrij 1ste ronde: V van ALG Benaissa: 0–6 |
| Janarbek Kenzjeev     | –85kg (m)   | 15e         | voorronde: V van GER Kudla: 0–2 |
| Murat Ramonov         | –130kg (m)  | 11e         | voorronde: V van RUS Semenov: 4–8 |

### Zwemmen
| Olympiër        | Discipline          | Resultaat | Prestatie               |
| --------------- | ------------------- | --------- | ----------------------- |
| Denis Petrashov | 200m schoolslag (m) | 38e       | serie 1: 6de in 2.16,57 |
|                 |                     |           |                         |
| Dariya Talanova | 100m schoolslag (v) | 34e       | serie 2: 3de in 1.10,94 |